# Ян Рибович
Ян Рибович (пол. Jan Rybowicz, 26 травня 1949, Козно — 21 жовтня 1990, Ліся Ґура) — польський поет.

## Біографія
Народився 1949 року в Козно. Мешкав у ґміні Ліся Ґура (Тарнувське воєводство). 1976 року вперше опублікував свої поетичні й прозові твори. Видав збірки поезії «Можливо це», «Вірші», «О'кей» та кілька книг прози.

## Вибрані твори
- Можливо це (1980)
- Вірші (1986)
- О'кей (1990)

## Українські переклади
Твори Яна Рибовича українською мовою перекладав Анатолій Глущак.